# Aquifère Ogallala

Carte de l'aquifère Ogallala et épaisseur des zones saturées en 1997.

L'aquifère Ogallala (en anglais : Ogallala Aquifer) est un aquifère de faible profondeur, situé sous les Grandes Plaines des États-Unis. D'une superficie d'environ 450 000 km2, il s'étend sur huit États (Dakota du Sud, Nebraska, Wyoming, Colorado, Kansas, Oklahoma, Nouveau-Mexique et Texas) ; il s'agit d'un des plus grands aquifères au monde.

## Description
Son nom, choisi par le géologue Nelson Horatio Darton (en), fait référence à la ville d'Ogallala (Nebraska). L'aquifère fait partie du système aquifère des Grandes Plaines et repose sur la formation d'Ogallala, qui est l'unité géologique couvrant 80 % des Grandes Plaines.
L'aquifère Ogallala assure l'approvisionnement en eau potable de 82 % des 2,3 millions de personnes (recensement de 1990) qui vivent dans les Grandes Plaines ; il fournit également environ 30 % de l'eau souterraine utilisée pour l'irrigation aux États-Unis.
S'il venait à s'épuiser, 6 000 ans seraient nécessaires pour qu'il se remplisse naturellement à nouveau.
Dans les années 2010, la traversée de l'aquifère par le projet d'oléoduc Keystone XL est controversée.